# Under the Stars and Bars
Under the Stars and Bars est un film muet américain réalisé par Gaston Méliès et Francis Ford, sorti en 1910.

## Fiche technique
- Réalisation : Gaston Méliès, Francis Ford
- Chef-opérateur : William 'Daddy' Paley
- Production : Gaston Méliès
- Durée : 13 minutes
- Date de sortie :
  - États-Unis : 27 octobre 1910

## Distribution
- Francis Ford : un jeune confédéré